# Macaria (atriz)
Delia Beatriz de la Cruz Delgado, mais conhecida pelo pseudônimo Macaria (Cidade do México, 20 de dezembro de 1949), é uma atriz mexicana.

## Filmografia
- 2018 - Tenías que ser tú (2018) - Rosa López
- 2018 - Y mañana será otro día - Mercedes
- 2015 - Antes muerta que Lichita - Fátima García
- 2014 - Yo no creo en los hombres - Esperanza Garza Vda. de Morales
- 2013/14 - Por siempre mi amor - Minerva Gutiérrez
- 2011/12 - Amorcito corazón - Hortensia Tres Palacios de Ballesteros
- 2010 - Los exitosos Pérez - Rebeca Ramos
- 2009 - Alma de Hierro - Ángela
- 2008/09 - Un gancho al corazón - Isabel López
- 2007 - Tormenta en el paraíso - Paloma Martínez
- 2005 - Bajo el mismo techo - Francisca Murillo
- 2004 - Amarte es mi pecado - Dra. Clara Santacruz
- 2003 - Clap... El lugar de tus sueños - Lucía
- 2002 - La otra - Fátima de Salazar
- 2001 - Atrévete a olvidarme - Hanna Rivas Montaño
- 2001 - Navidad sin fin - Angelita
- 2000 - El precio de tu amor - Adelina
- 1999 - DKDA Sueños de juventud - Prudencia Rincón
- 1999 - Nunca te olvidaré - Berenice Cordero
- 1999 - Cuento de Navidad - Lamberta
- 1997 - El secreto de Alejandra - Elvira
- 1993 - Tenías que ser tú - Dolores de Beltrán
- 1991 - Atrapada - Rita
- 1988 - Encadenados - Isabel
- 1985 - Juana Iris - Elisa
- 1984 - Dos mujeres en mi casa - Macaria
- 1982 - Déjame vivir - Yolanda
- 1981 - Juegos del destino - Hilda
- 1980 - Pelusita - Pelusita
- 1979 - Vamos juntos - María Elena
- 1979 - No tienes derecho a juzgarme
- 1978 - Ladronzuela - Perlita
- 1973 - Entre brumas - Doris

### Cinema
- Ciudad de ciegos (1991) - Mara
- El guerrillero del norte (1983)
- La disputa (1974)
- Los leones del ring contra la Cosa Nostra (1974)
- Los leones del ring (1974)
- El monasterio de los buitres (1973)
- Mi niño Tizoc (1972)
- La fuerza inútil (1972)
- Apolinar (1972)
- Paraíso (1970) - Chabelita
- Matrimonio y sexo (1970)
- Paula (1969)
- Las pirañas aman en cuaresma (1969)